# Callipepla gambelii
Callipepla gambelii là một loài chim trong họ Odontophoridae.

## Hình ảnh

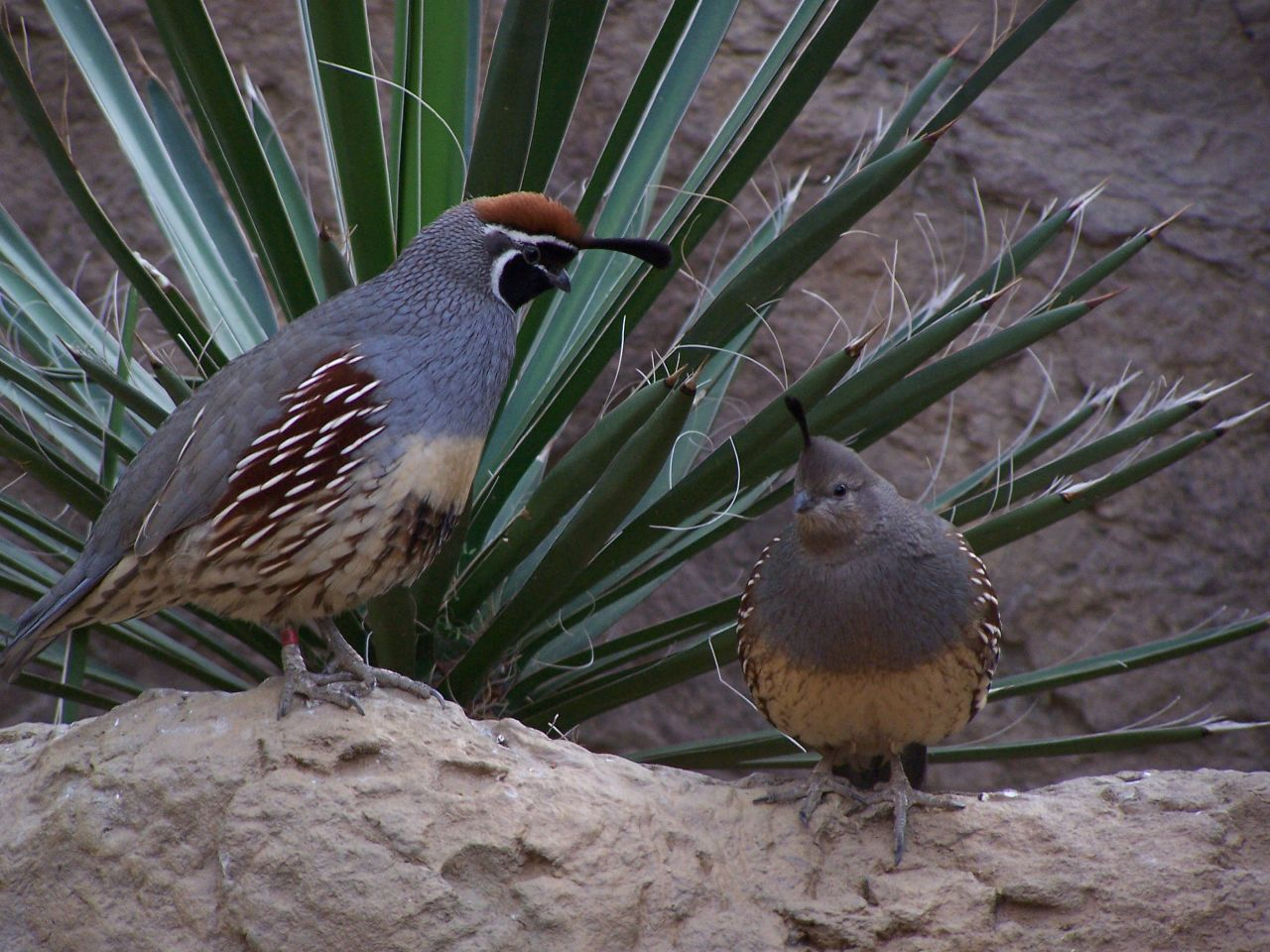
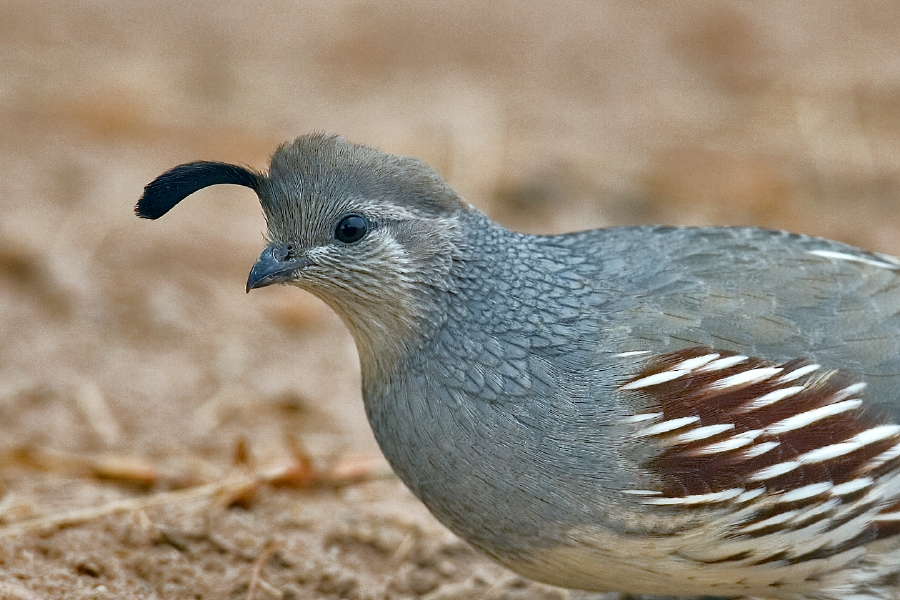
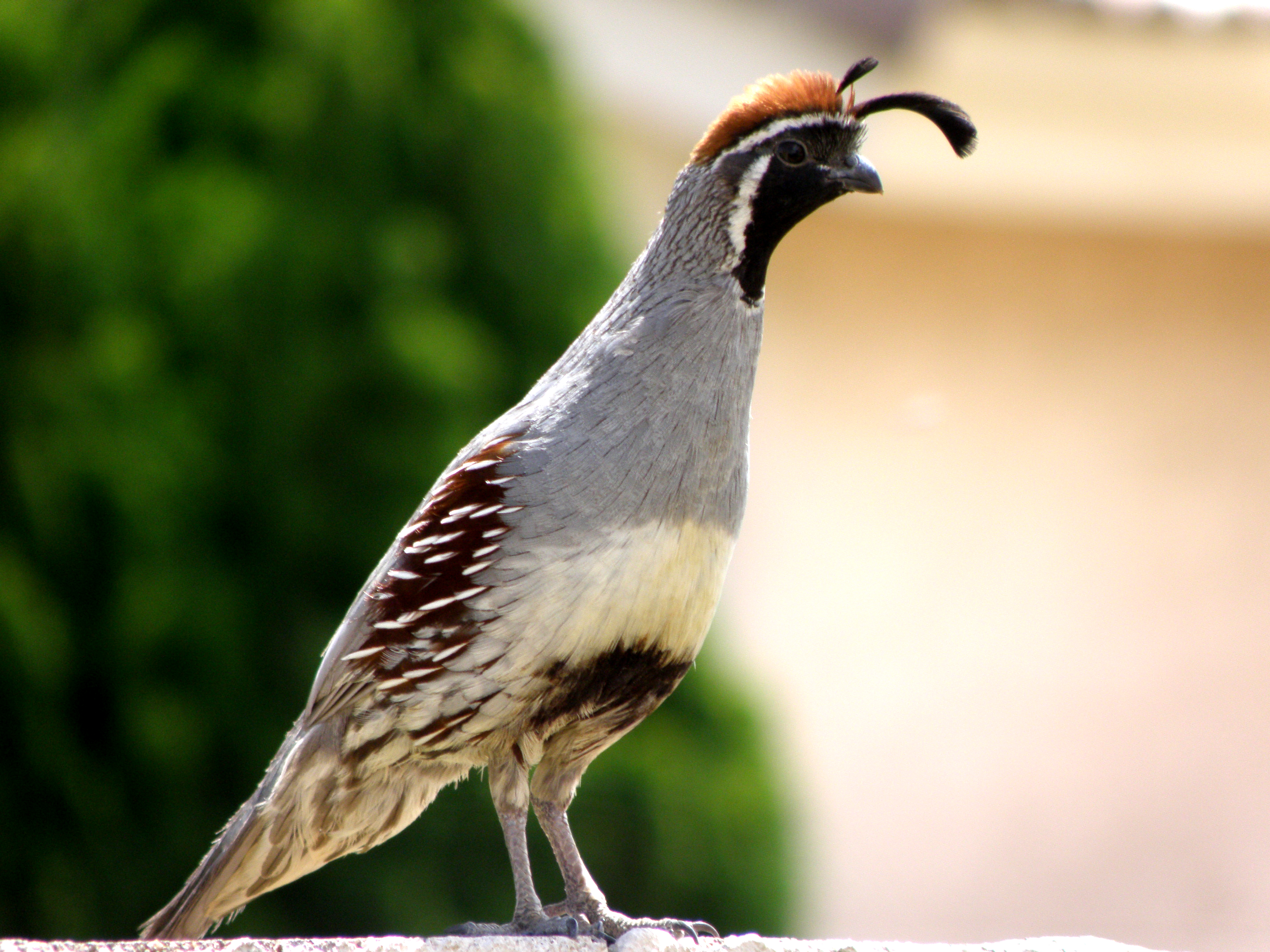
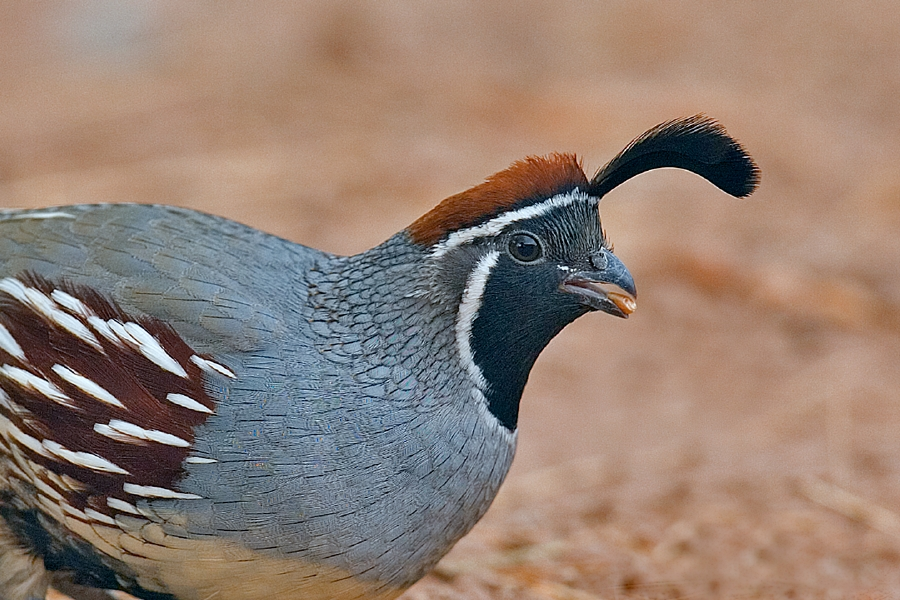
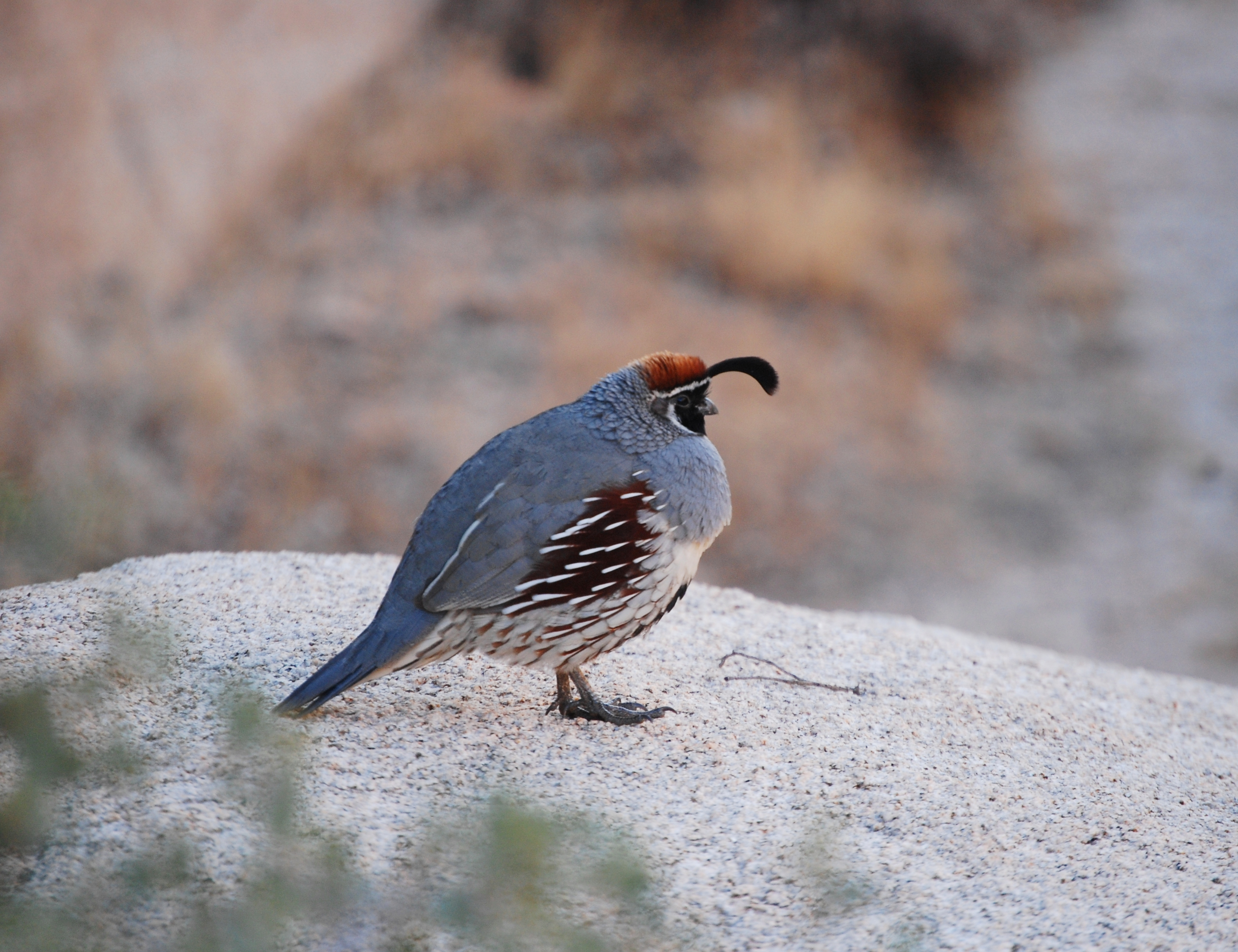
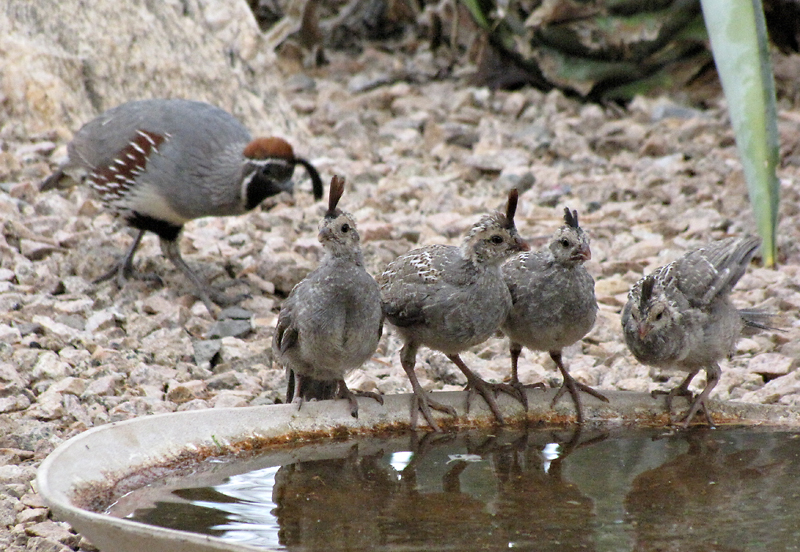